# SideOneDummy Records
SideOneDummy Records es un sello discográfico independiente estadounidense fundado en 1995 por Joe Sib y Bill Armstrong en Los Ángeles, California.
La discográfica se ha distinguido por su dedicación a trabajar con bandas punk y sus subgéneros, tales como el ska y el celtic punk (nombre al que se le da el punk-folk irlandés). Recientemente se ha hecho con los servicios de veteranos del punk rock como Goldfinger, MxPx o The Mighty Mighty Bosstones, entre otros. El último en ingresar ha sido Chuck Ragan, ex guitarrista de Hot Water Music, que inicia su carrera en solitario con su álbum Los Feliz.
También se caracteriza por lanzar gran cantidad de discos recopilatorios de varios artistas, en los que destaca las recopilaciones que viene haciendo desde 1998 de las ediciones del prestigioso Vans Warped Tour.

## Catálogo de bandas actuales
- 7 Seconds
- Anti-Flag
- Avoid One Thing
- Big D and the Kids Table
- Chuck Ragan
- The Briggs
- The Casualties
- The Dan Band
- Flogging Molly
- Go Betty Go
- Gogol Bordello
- Goldfinger
- Kill Your Idols
- Maxeen
- The Mighty Mighty Bosstones
- MxPx
- Piebald
- Slick Shoes
- The Suicide Machines
- VCR
- Zox